# Ipparco (nome)
Ipparco  è un nome proprio di persona italiano maschile.

## Varianti
- Femminili: Ipparca[2], Ipparchia[1]

### Varianti in altre lingue
- Basco: Hiparko
- Bulgaro: Хипарх (Hiparh)
- Catalano: Hiparc[4]
- Croato: Hiparh
- Francese: Hipparque
- Greco antico: Ἵππαρχος (HIpparchos)
- Latino: Hipparchus[1]
- Portoghese: Hiparco
- Russo: Гиппарх (Gipparch)
- Serbo: Хипарх (Hiparh)
- Spagnolo: Hiparco[4]
- Ucraino: Гіппарх (Hipparch)

## Origine e diffusione
Continua il nome greco Ἵππαρχος (HIpparchos), composto da ἵππος (hippos, "cavallo") e ἄρχων (archon, "capo") o ἄρχειν (archein, "comandare"); gli stessi elementi, disposti in ordine inverso, formano il nome Archippo. Il suo significato può essere interpretato in vari modi, fra cui "generale di cavalleria", "che manda i cavalli".
Il nome gode, in Italia, di scarsissima diffusione.

## Onomastico
L'onomastico si può festeggiare il 9 dicembre in memoria di sant'Ipparco, magistrato, uno dei martiri di Samosata.

## Persone
- Ipparco, tiranno di Atene
- Ipparco di Carmo, arconte di Atene
- Ipparco di Nicea, astronomo, astrologo e geografo greco antico
- Ipparco Baccich, patriota e militare italiano